# Зубівщина (Коростенський район)
Зубі́вщина — село в Україні, у Коростенській міській територіальній громаді Коростенського району Житомирської області. Населення становить 224 осіб (2001).

## Населення

### Мова
Розподіл населення за рідною мовою за даними перепису 2001 року:
| Мова       | Кількість | Відсоток |
| ---------- | --------- | -------- |
| українська | 220       | 98.21 %  |
| російська  | 4         | 1.79 %   |
| Усього     | 224       | 100 %    |

## Історія
У 1923—54 роках — адміністративний центр Зубівщинської сільської ради Чоповицького та Малинського районів.
12 червня 2020 року, відповідно до розпорядження Кабінету Міністрів України № 711-р «Про визначення адміністративних центрів та затвердження територій територіальних громад Житомирської області», територію та населені пункти Малозубівщинської сільської ради включено до складу Коростенської міської територіальної громади Коростенського району Житомирської області.

## Відомі люди
- Наумич Валентина Іванівна (1942—1998) — українська поетеса, член Національної спілки письменників України.